# Cnephasia cupressivorana
Cnephasia cupressivorana es una especie de polilla perteneciente al género Cnephasia, categorizada en la tribu Cnephasiini, de la subfamilia Tortricinae.

## Distribución
Se distribuye por Grecia y Turquía.

## Taxonomía
Fue descrita por Staudinger en 1871 y publicada por primera vez en (Sciaphila wahlbomiana var.), Horae Soc. ent. Ross. 7(1870): 215.